# Монергізм
Монергізм — в християнському (переважно в кальвіністському і лютеранському) вченні альтернативна синергізму концепція спасіння, згідно з якою людина рятується тільки завдяки дії благодаті; ідея божественного єдиноначальства в справі порятунку. 
Вчення бере свій початок від Августина і грунтується на новозавітних свідченнях звернення апостола Павла, а також на старозавітних джерелах.
На думку критиків, монергізм призводить до заперечення свободи волі людини.
Однак сам Павло говорить, що люди самі його відкидають і роблять себе негідними.